# Marc Noy Serrano
Marc Noy Serrano (Barcelona, 1958) és un matemàtic i professor universitari català.
Catedràtic del Departament de Matemàtiques de la Universitat Politècnica de Catalunya (UPC) des del 2003, universitat on ha exercit càrrecs de responsabilitat, el seu camp de recerca és la matemàtica discreta, particularment la combinatòria i la teoria de grafs. L'any 2005 va resoldre, juntament amb Omer Giménez, el problema d'enumeració asimptòtica dels grafs planars. Aquest resultat va obrir el camí a l'estudi de grafs aleatoris fent servir eines analítiques, un camp que ha esdevingut molt actiu des de llavors.
Ha contribuït al desenvolupament de la matemàtica discreta a Catalunya i a Espanya a través de la formació d'investigadors, de l'organització d'activitats formatives i de trobades científiques internacionals.
El 2012 va rebre el Premi de Recerca de la Fundació Alexander von Humboldt. Fou professor convidat a la càtedra Von Neumann de la Technische Universität München (TUM), on va impartir cursos al programa de màster en Matemàtiques. L'any 2014 va ser conferenciant convidat a l'International Congress of Mathematicians. Entre 2015 i 2018 va ser director de la Barcelona Graduate School of Mathematics (BGSMath) i del programa d'excel·lència BGSMarh - María de Maeztu (2015-2019). El 2018 va rebre la Medalla Narcís Monturiol al mèrit científic i tecnològic. Des de 2020 és director de l'Institut de Matemàtiques de la UPC.